# 安墩山山脉
安墩山是云南省临沧市沧源佤族自治县的一条山脉，位于县城勐董镇以东8.3公里，呈东北-西南走向，属窝坎大山余脉，主峰位于勐董镇境内，最高海拔2,448米。山脉地跨单甲、勐角、勐董三个乡镇，余脉延伸至缅甸境内，部分成为中缅界山，面积135.4平方公里。“安墩山”为佤语地名，意为“岩石突出的山”，因山下多悬崖峭壁而得名。植被多为常绿阔叶林，森林覆盖率80%。:55:14

## 资料来源
1. ↑  沧源佤族自治县地方志编撰委员会. . 昆明: 云南民族出版社. 1998年12月. ISBN 7-5367-1498-X.
2. ↑  沧源佤族自治县民族中学地理室, 沧源佤族自治县交通局. . 昆明: 云南科技出版社. 2002年12月. ISBN 7-5416-1753-9.